# CDC25C
CDC25C (англ. Cell division cycle 25C) – білок, який кодується однойменним геном, розташованим у людей на короткому плечі 5-ї хромосоми.  Довжина поліпептидного ланцюга білка становить 473 амінокислот, а молекулярна маса — 53 365.
| 10         |  | 20         |  | 30         |  | 40         |  | 50         |
| ---------- |  | ---------- |  | ---------- |  | ---------- |  | ---------- |
| MSTELFSSTR |  | EEGSSGSGPS |  | FRSNQRKMLN |  | LLLERDTSFT |  | VCPDVPRTPV |
| GKFLGDSANL |  | SILSGGTPKR |  | CLDLSNLSSG |  | EITATQLTTS |  | ADLDETGHLD |
| SSGLQEVHLA |  | GMNHDQHLMK |  | CSPAQLLCST |  | PNGLDRGHRK |  | RDAMCSSSAN |
| KENDNGNLVD |  | SEMKYLGSPI |  | TTVPKLDKNP |  | NLGEDQAEEI |  | SDELMEFSLK |
| DQEAKVSRSG |  | LYRSPSMPEN |  | LNRPRLKQVE |  | KFKDNTIPDK |  | VKKKYFSGQG |
| KLRKGLCLKK |  | TVSLCDITIT |  | QMLEEDSNQG |  | HLIGDFSKVC |  | ALPTVSGKHQ |
| DLKYVNPETV |  | AALLSGKFQG |  | LIEKFYVIDC |  | RYPYEYLGGH |  | IQGALNLYSQ |
| EELFNFFLKK |  | PIVPLDTQKR |  | IIIVFHCEFS |  | SERGPRMCRC |  | LREEDRSLNQ |
| YPALYYPELY |  | ILKGGYRDFF |  | PEYMELCEPQ |  | SYCPMHHQDH |  | KTELLRCRSQ |
| SKVQEGERQL |  | REQIALLVKD |  | MSP        |  |            |  |            |

A: Аланін

C: Цистеїн

D: Аспарагінова кислота

E: Глутамінова кислота

F: Фенілаланін

G: Гліцин

H: Гістидин

I: Ізолейцин

K: Лізин

L: Лейцин

M: Метіонін

N: Аспарагін

P: Пролін

Q: Глутамін

R: Аргінін

S: Серин

T: Треонін

V: Валін

Кодований геном білок за функціями належить до гідролаз, протеїн-фосфатаз, фосфопротеїнів. 
Задіяний у таких біологічних процесах як взаємодія хазяїн-вірус, клітинний цикл, поділ клітини, мітоз, поліморфізм, ацетилювання, альтернативний сплайсинг. 
Локалізований у ядрі.